# Halashettihalli, Magadi
Halashettihalli là một làng thuộc tehsil Magadi, huyện Ramanagara, bang Karnataka, Ấn Độ.